# Api (Getränk)
Api ist ein andines Heißgetränk aus Mais und besonders bekannt in Bolivien.
Zur Zubereitung wird Maispulver zusammen mit Zimt, Nelken, Zucker und Zitronenschalen unter stetigem Rühren in Wasser aufgekocht.
Api ist süß, dickflüssig und kommt in zwei Farben vor. Es gibt gelben und dunkelroten Api, der sogenannte Api morado, der aus lilafarbenem Mais gewonnen wird. Serviert werden in der Regel beide Farben gleichzeitig in einem Glas, sodass sie sich aufeinanderschichten.
Api wird zum Frühstück und gelegentlich auch zum Abendessen serviert. Dazu wird oft Pastel gegessen, eine dünne, in Öl gebackene Teigtasche gefüllt mit andinem Käse.